# سنگ (یکا)

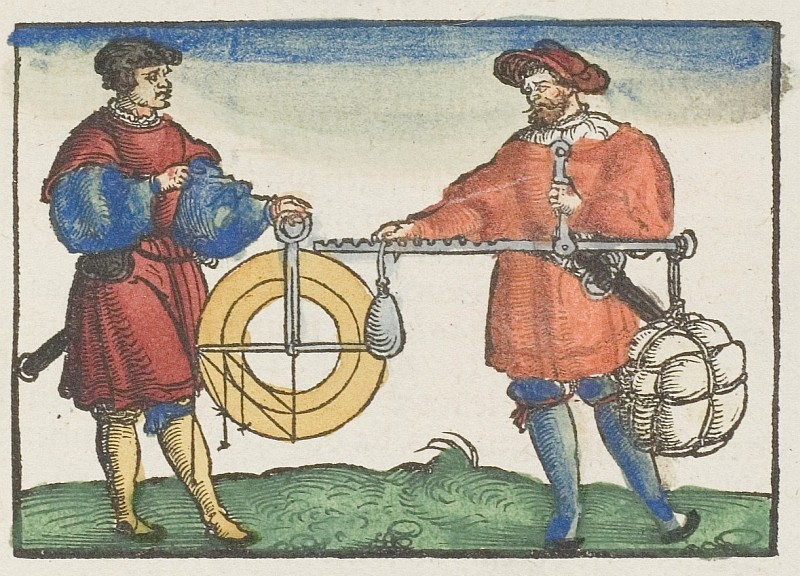
نگاره‌ای آلمانی که افراد در حال اندازه‌گیری با یکای سنگ را نشان می‌دهد.

سنگ (مخفف: st) از یکاهای قدیمی است برابر با ۱۴ پوند آوواردوپوآ (حدود ۶٫۳۵ kg) که در گذشته در بریتانیا و ایرلند برای اندازه‌گیری وزن بدن انسان به‌کار می‌رفت و در بسیاری از کشورهای اروپای شمالی برای اندازه‌گیری وزن کالاهای تجاری استفاده می‌شد.